# Jardines de Villa Cecilia
Los jardines de Villa Cecilia (en catalán: Jardins de Vil·la Cecília) se encuentran en el distrito de Sarriá-San Gervasio de Barcelona. Fueron creados en 1986 con un proyecto de José Antonio Martínez Lapeña y Elías Torres, cuyo diseño fue premiado con el premio FAD de ese año. Estos jardines se encuentran contiguos a los de Villa Amelia.

## Descripción

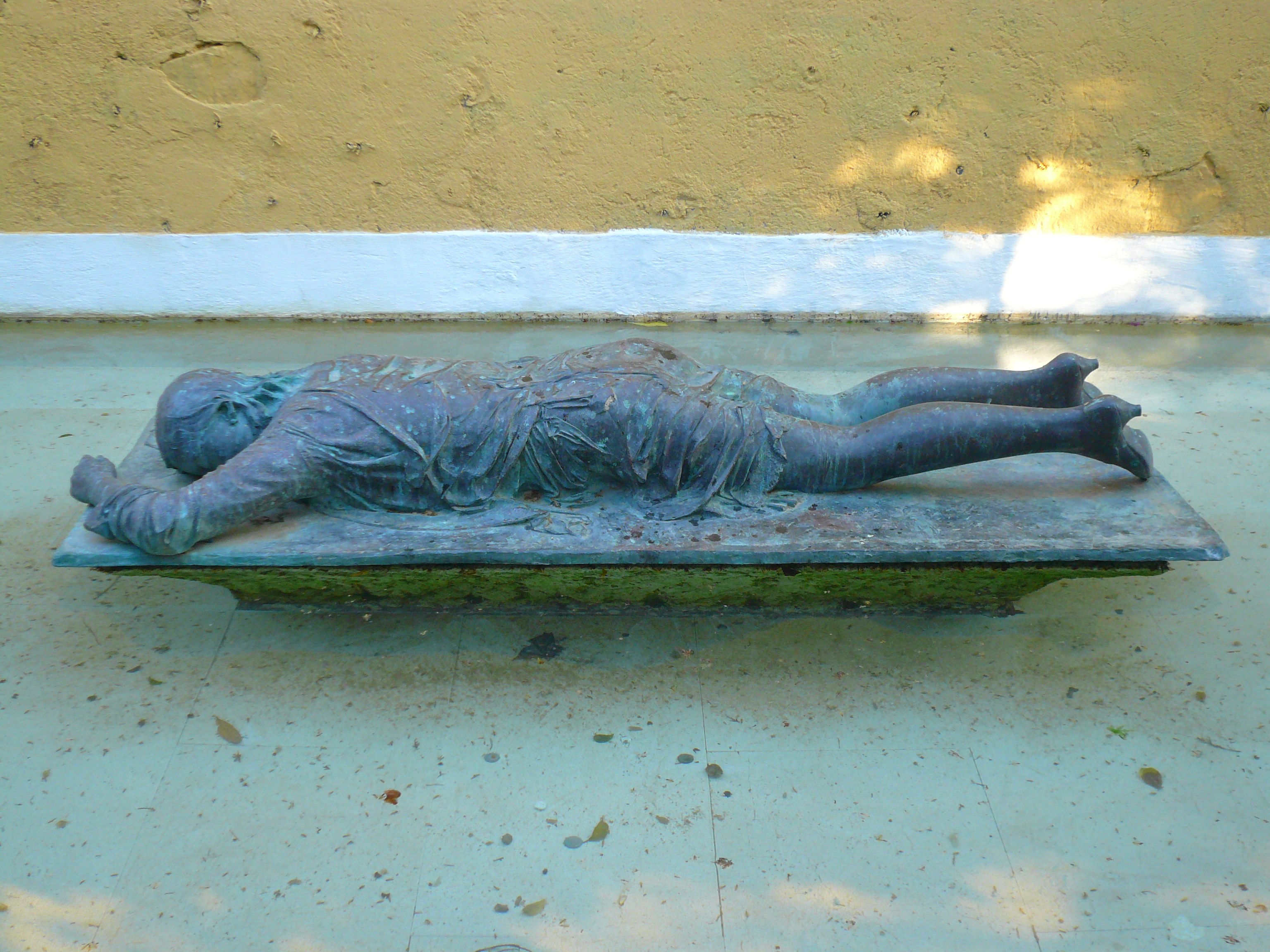
Ofelia ahogada, de Francisco López Hernández (1964).

Este terreno formó parte de la finca de la familia Girona junto a la Villa Amelia, y más tarde fue propiedad de Eduardo Conde, fundador de los Almacenes El Siglo, cuya casa aún se conserva como centro cívico Casal de Sarrià. El nombre proviene de Cecilia Gómez del Olmo, esposa de Conde. Los jardines tienen un estilo posmoderno, con una estructura un tanto laberíntica, que busca realzar las diversas plazoletas que jalonan el recinto. De los elementos de mobiliario urbano destacan los bancos, parecidos a grandes patinetes de vivos colores, y las farolas, con formas semejantes a árboles. En la entrada por la calle Santa Amelia hay una reja metálica que imita las hojas del Ginkgo biloba, y a su lado se encuentra un canal de agua en cuyo centro se sitúa la escultura Ofelia ahogada, de Francisco López Hernández (1964), en alusión a la Ofelia del Hamlet de Shakespeare. Los caminos y escalones están delimitados con márgenes blancos, y el recinto acoge también una ludoteca, una pista de patinaje, áreas infantiles y pistas de petanca.

## Vegetación
Entre las especies presentes en el parque se hallan: el pino carrasco (Pinus halepensis), el pino piñonero (Pinus pinea), el ciprés (Cupressus sempervirens), la palmera de Canarias (Phoenix canariensis), el plátano (Platanus x hispanica), el tilo (Tilia x europaea), el cedro (Cedrus deodara), el pimentero falso (Schinus molle), el olmo de Siberia (Ulmus pumila), el ailanto (Ailanthus altissima) y el laurel (Laurus nobilis).